# Hamboga
Hamboga ist ein ephemeres Gewässer ähnlich einer Fiumara, auf Anjouan, einer Insel der Komoren in der Straße von Mosambik.

## Geographie
Der Fluss entspringt am Südhang des Kraters von Chagnoungouni und verläuft nach Südosten. Zusammen mit dem benachbarten Hassanga gehört er zu den Bächen am Südhang des Kraters. Die Bäche verlaufen teilweise im Abstand von wenigen Metern.